# Рави-Ґачково
Рави-Ґачково (пол. Rawy-Gaczkowo) — село в Польщі, у гміні Заремби-Косьцельні Островського повіту Мазовецького воєводства.
Населення — 45 осіб (2011).
У 1975-1998 роках село належало до Ломжинського воєводства.

## Демографія
Демографічна структура станом на 31 березня 2011 року:
|          | Загалом | Допрацездатний вік | Працездатний вік | Постпрацездатний вік |
| -------- | ------- | ------------------ | ---------------- | -------------------- |
| Чоловіки | 23      | 8                  | 13               | 2                    |
| Жінки    | 22      | 3                  | 11               | 8                    |
| Разом    | 45      | 11                 | 24               | 10                   |